# Peugeot 406 Coupé
Peugeot 406 Coupé – samochód osobowy marki Peugeot produkowany w latach 1997–2004 w zakładzie firmy Pininfarina w San Giorgio Canavese, w pobliżu Turynu.
Wyprodukowano 107 631 egz. 406 Coupé ze wstępnej umowy na 70 000 pojazdów Peugeota z Pininfariną.

## Historia
Model jest następcą Peugeot'a 504 Coupé, a jego sukcesor to Peugeot 407 Coupé, zaprojektowany przez Gérarda Weltera z Centrum Stylu Peugeot. Coupé 406 zostało po raz pierwszy zaprezentowane publicznie na Międzynarodowym Salonie Samochodowym w Paryżu w 1996 roku. Samochód otrzymał tytuł najpiękniejszego Coupé na świecie 1997 "The Most Beautiful Coupé of the World 1997".

## Opis modelu

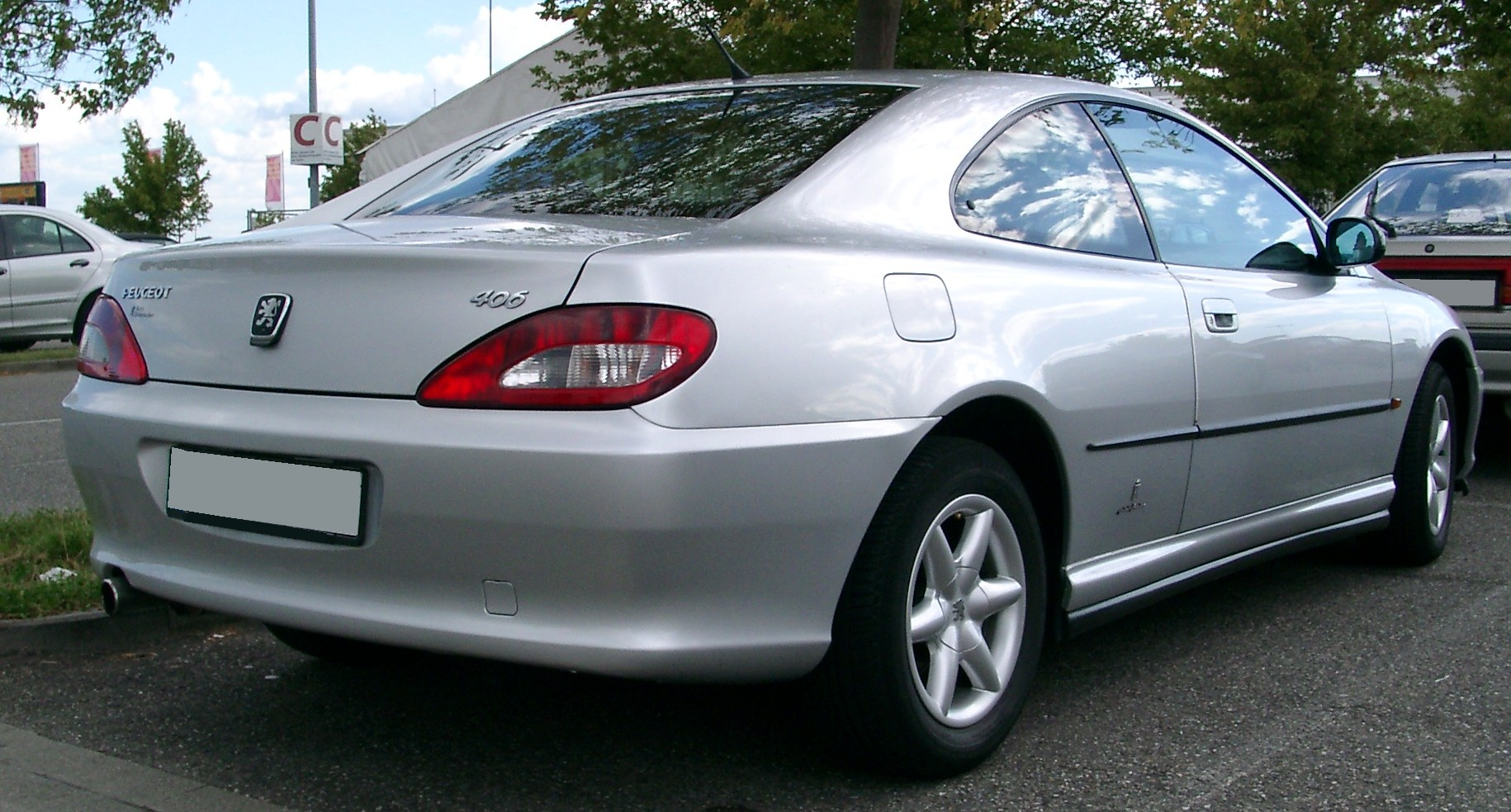
Peugeot 406 Coupé, tył pojazdu

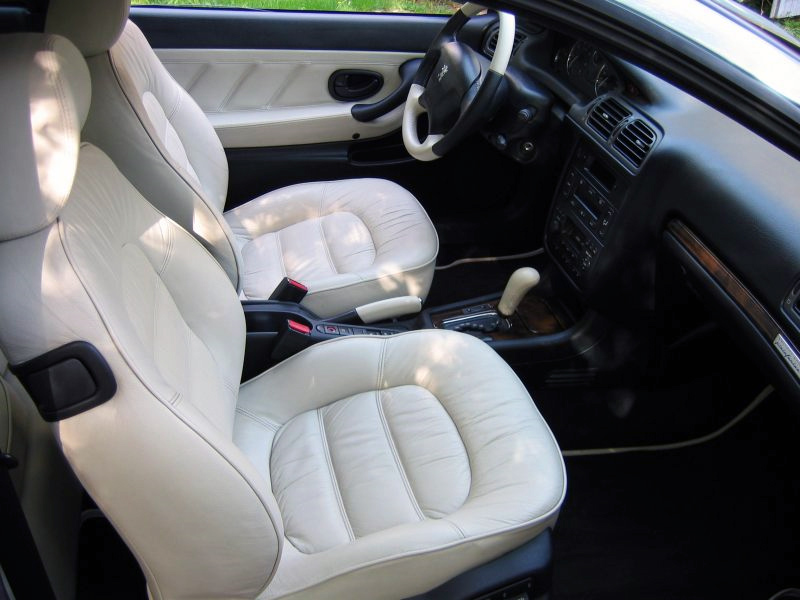
Peugeot 406 Coupé, wnętrze pojazdu

Z zewnątrz samochód prezentuje się oryginalnie i stylowo, co jest zasługą włoskiego mistrza stylu, Pininfariny, słynącego z projektowania takich aut jak Ferrari Testarossa.
Wewnątrz auto może rozczarować użytkowników ze sportowym zacięciem, gdyż wygląda podobnie jak zwykła 406-tka - deska rozdzielcza nie ma sportowych "dodatków", lecz fotele i miejsce za kierownicą, jak i pasażera są bardzo komfortowe i dobrze trzymają na zakrętach. Dla wielu jednak w samochodach typu coupé najważniejsza jest przyjemność z prowadzenia i sportowe osiągi, czego w tym Peugeocie nie brakuje.
Auto jest 4-osobowe. Pasażerowie podróżujący na przednich siedzeniach mogą podróżować wygodnie, ale pasażerowie tylnej kanapy już mniej.
Samochód cechuje wysoki poziom bezpieczeństwa. W wyposażeniu standardowym znajduje się między innymi układ ESP (z wyjątkiem wersji 2.0), system wspomagania hamowania awaryjnego, tempomat, układ kierowniczy ze zmiennym wspomaganiem, a także poduszki powietrzne czołowe i boczne oraz pasy bezpieczeństwa z napinaczami i ogranicznikami napięcia.

### Silniki
Samochód był produkowany głównie z silnikami benzynowymi, jednak producent miał w ofercie silniki wysokoprężne o pojemności 2.2 HDI i mocy 133 KM z filtrem cząstek stałych. Peugeoty 406 coupé z tymi właśnie silnikami są rzadziej spotykane na rynku wtórnym, niż silniki benzynowe. Są one droższe i były montowane w nowszych rocznikach tego modelu.
- 2.0 16V - XU10J4R - 97kW/132 KM
- 2.0 16V - EW10J4 - 100kW/136 KM z manualną lub automatyczną skrzynią biegów
- 2.2 16V - EW12J4 - 158 KM
- 3.0 V6 24V - ES9J4 - 190 KM z manualną lub automatyczną skrzynią biegów
- 3.0 V6 24V - ES9J4S - 207 KM z manualną lub automatyczną skrzynią biegów
- 2.2 HDI 16V - DW12TED4 - 133 KM